# Moyencourt-lès-Poix
Moyencourt-lès-Poix – miejscowość i gmina we Francji, w regionie Hauts-de-France, w departamencie Somma.
Według danych na rok 1990 gminę zamieszkiwało 159 osób, a gęstość zaludnienia wynosiła 15 osób/km² (wśród 2293 gmin Pikardii Moyencourt-lès-Poix plasuje się na 838. miejscu pod względem liczby ludności, natomiast pod względem powierzchni na miejscu 412.).